# Halloween (Filmreihe)

Logo des ersten Halloween-Films

Halloween ist eine kommerziell erfolgreiche Horrorfilm-Reihe, die auf den Film Halloween – Die Nacht des Grauens (1978) von John Carpenter zurückgeht. Von 1981 bis 2002 erschienen sieben Fortsetzungen, dazu eine Neuverfilmung (2007) und deren Fortsetzung (2009). Mit Ausnahme von Halloween III, in dem Myers nur als Cameo zu sehen ist, begleiten alle Teile der Reihe den Serienmörder Michael Myers bei seiner Geschichte. 2018 erschien der Auftakt einer neuen Trilogie, die 40 Jahre nach dem ersten Teil spielt und alle anderen Filme ignoriert.

## Filme der Reihe
| Jahr | Film                                       | Originaltitel                             | Regie                    | Drehbuch                                                           | Produzenten                              |
| ---- | ------------------------------------------ | ----------------------------------------- | ------------------------ | ------------------------------------------------------------------ | ---------------------------------------- |
| 1978 | Halloween – Die Nacht des Grauens          | Halloween                                 | John Carpenter           | Debra Hill & John Carpenter                                        | Debra Hill & John Carpenter              |
| 1981 | Halloween II – Das Grauen kehrt zurück     | Halloween II                              | Rick Rosenthal           | Debra Hill & John Carpenter                                        | Debra Hill & John Carpenter              |
| 1982 | Halloween III                              | Halloween III: Season of the Witch        | Tommy Lee Wallace        | Tommy Lee Wallace                                                  | Debra Hill & John Carpenter              |
| 1988 | Halloween IV – Michael Myers kehrt zurück  | Halloween 4: The Return of Michael Myers  | Dwight H. Little         | Alan B. McElroy                                                    | Paul Freeman                             |
| 1989 | Halloween V – Die Rache des Michael Myers  | Halloween 5: The Revenge of Michael Myers | Dominique Othenin-Girard | Michael Jacobs, Dominique Othenin-Girard & Shem Bitterman          | Ramsey Thomas                            |
| 1995 | Halloween VI – Der Fluch des Michael Myers | Halloween: The Curse of Michael Myers     | Joe Chappelle            | Daniel Farrands                                                    | Paul Freeman                             |
| 1998 | Halloween H20                              | Halloween H20: 20 Years Later             | Steve Miner              | Robert Zapia & Matt Greenberg                                      | Paul Freeman                             |
| 2002 | Halloween: Resurrection                    | Halloween: Resurrection                   | Rick Rosenthal           | Larry Brand & Sean Hood                                            | Paul Freeman & Michael Leahy             |
| 2007 | Halloween                                  | Halloween                                 | Rob Zombie               | Rob Zombie                                                         | Malek Akkad, Andy Gould & Rob Zombie     |
| 2009 | Halloween II                               | Halloween II                              | Rob Zombie               | Rob Zombie                                                         | Malek Akkad, Andy Gould & Rob Zombie     |
| 2018 | Halloween                                  | Halloween                                 | David Gordon Green       | David Gordon Green & Danny McBride                                 | Jason Blum, Malek Akkad & John Carpenter |
| 2021 | Halloween Kills                            | Halloween Kills                           | David Gordon Green       | David Gordon Green, Danny McBride & Scott Teems                    | Jason Blum, Malek Akkad & Bill Block     |
| 2022 | Halloween Ends                             | Halloween Ends                            | David Gordon Green       | David Gordon Green, Danny McBride, Paul Brad Logan & Chris Bernier | Jason Blum, Malek Akkad & Bill Block     |

## Geschichte

Infografik zum Zusammenhang zwischen den Filmen der Reihe, angegeben mit den englischen Originaltiteln (siehe Tabelle)

Der erste und zweite Film beschäftigen sich mit Michael Myers und behandeln schwerpunktmäßig die Halloweennacht von 1978. Nach den beiden kommerziell sehr erfolgreichen Teilen entschied man sich, von der Figur des Michael Myers Abstand zu nehmen und jedes Jahr zu Halloween einen separaten (Horror-)Film mit abgeschlossenem Ende zu produzieren. Teil 3 handelt von einer mit Science-Fiction-Film-Elementen angehauchten Geschichte über eine Fabrik, die tödliche Halloweenmasken herstellt. Der Film floppte jedoch, und man bezog die Figur des Michael Myers wieder in die Reihe mit ein.
Der Regisseur Dwight H. Little inszenierte mit dem vierten Teil der Halloween-Reihe die Rückkehr von Michael Myers. Es folgten zwei Filme, in denen Myers versucht, seine Nichte Jamie Lloyd zu töten. Diese bekommt zu Beginn des sechsten Teils ein Baby. Myers tötet seine Nichte, die ihr Baby jedoch vorerst in Sicherheit gebracht hat. Er begibt sich daraufhin auf die Suche nach dem Kind. Diese drei Filme stellen innerhalb der Filmserie quasi eine Art Trilogie dar. Sowohl John Carpenter als auch Debra Hill verkauften bereits während der Vorproduktion zu Teil 4 ihre Rechte an den Produzenten Moustapha Akkad, da ersterem Akkads Absicht einer Fortsetzung der Reihe missfiel.
Nach dem in eine neue Richtung weisenden sechsten Film und dem Tod von Donald Pleasence, der die tragende Rolle des Dr. Sam Loomis spielte, wollte man abermals eine neue Richtung einschlagen. So folgte 1998 der siebte Teil, der die drei vorigen Fortsetzungen überging und an den zweiten Film von 1981 anknüpfte. Anstatt einer „7“ im Titel entschied man sich für „H20“, gesprochen „Age-Twenty“, stellvertretend für Halloween: 20 Jahre später, um den Nicht-Zusammenhang zu den bisherigen Fortsetzungen zu unterstreichen.
H20 sollte nach damaligen Erachten der letzte Film der Reihe sein. Da er aber ein kommerzieller Erfolg war, entschied man sich für einen weiteren Film. Man erklärte das sehr plausible Ende des siebten Teils mit einer wenig überzeugenden Darstellung und ließ Jamie Lee Curtis noch einmal in ihre Paraderolle der Laurie Strode schlüpfen. Nach der Eröffnungssequenz mit der Rückblende zum siebten Film wird die Handlung in Myers’ Familienhaus verlegt, wo der Maskenmörder beginnt, Kandidaten einer Reality-Show zu ermorden.
Eine Neuverfilmung des ersten Films unter dem Titel Halloween kam am 31. August 2007 in die amerikanischen Kinos. Regisseur, Drehbuchautor und Filmkomponist dieses Projektes ist Rob Zombie. Der deutsche Kinostart war am 25. Oktober 2007.
Am 28. August 2009 lief die Fortsetzung von Rob Zombies Halloween in den amerikanischen Kinos an. Halloween II schließt sich dem Ende des ersten Teils an, enthält aber keinerlei Ähnlichkeit mit Halloween 2 von 1981, da er nach nur wenigen Minuten im darauffolgenden Jahr fortsetzt.
Kurz nach dem Kinostart der Fortsetzung Halloween II in den USA gab es erste Gerüchte bezüglich einer 3D-Fortsetzung der Reihe, mit der u. a. Regisseur Patrick Lussier in Verbindung gebracht wurde. Nachdem man diese Idee verwarf, plante man zunächst einen neuen Film mit dem Titel Halloween Returns, der eine direkte Fortsetzung des Originals aus dem Jahr 1978 darstellen sollte. Alle anderen Filme wären inhaltlich ignoriert worden. Diese Pläne zerschlugen sich in dieser Form ebenfalls.
2018 erschien mit Halloween ein weiterer Teil der Reihe, der ähnlich wie das Drehbuch zu Halloween Returns lediglich an das Original von 1978 anschließt und ebenfalls alle anderen Fortsetzungen ignoriert, sich allerdings inhaltlich deutlich von der Handlung des nie erschienenen Sequels unterschied.

## Michael Myers

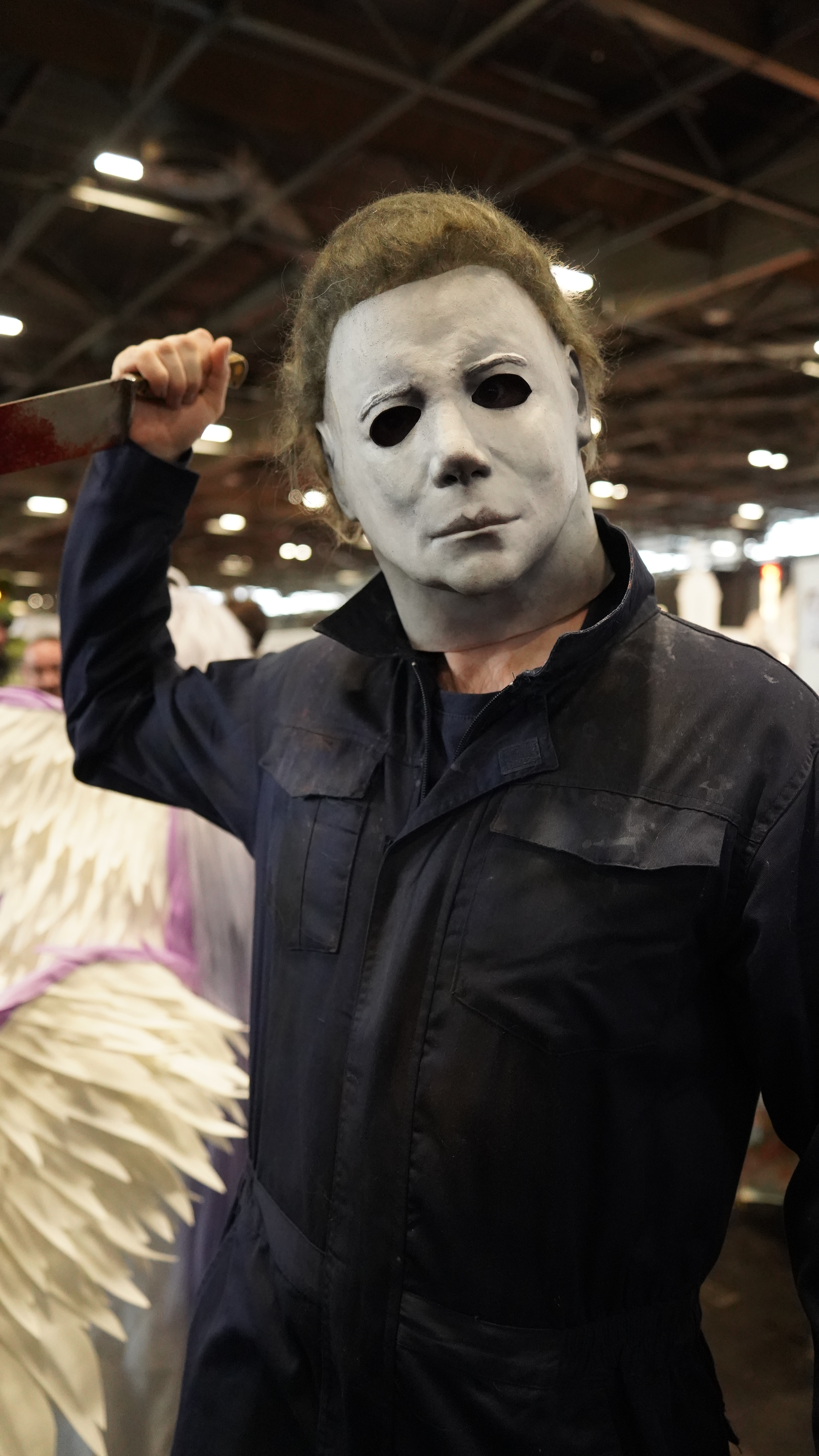

Michael Myers trägt stets eine weiße William-Shatner-Maske und einen dunklen Overall; er spricht kein einziges Wort. Mysteriös wirkt seine Fortbewegung, da er sich sehr langsam und ohne Hast seinen Opfern nähert, denen so eigentlich mühelos die Flucht gelingen sollte. Außerhalb der Kamera oder während eines Cuts hingegen ändert er seinen Standort oft übermenschlich schnell und lautlos. Er tötet seine Opfer zum größten Teil mit einem langen Küchenmesser. Seine fiktive Geschichte lässt sich wie folgt rekonstruieren: Am 19. Oktober 1957 wird Michael Audrey Myers in der fiktiven Stadt Haddonfield geboren, die aufgrund einiger spärlicher Hinweise in den Filmen wohl etwa 5 km nordöstlich von Pontiac (Illinois) zu verorten wäre. In einer kalten Halloween-Nacht im Jahr 1963 ermordet der sechs Jahre alte Junge seine 17-jährige Schwester Judith Margaret Myers mit einem Küchenmesser, nachdem sie mit ihrem Freund sexuellen Kontakt hatte. Daraufhin wird er ins Smith’s Grove Sanitarium verbannt, wo er die nächsten 15 Jahre seines Lebens verbringt. Er schweigt die ganze Zeit, ist teilnahmslos und untherapierbar. Am 30. Oktober 1978 gelingt ihm die Flucht: er entwendet ein Auto und entkommt dem Smith’s Grove. Er kehrt in seine idyllische Heimatstadt Haddonfield zurück und beginnt am 31. Oktober 1978 (Halloween) einen blutigen Amoklauf.

### Michael Myers und seine Scheintode
Michael Myers entkommt in jedem Halloweenfilm (außer Teil 3, der inhaltlich von den restlichen Filmen abgekoppelt ist) dem Tod. Oft wird er auf eine Art und Weise bekämpft bzw. „getötet“, bei der ein normaler Mensch keine Chance auf ein Überleben hätte. Myers ist im Hinblick auf die Fortsetzungen nicht zu töten. Das ist ein entscheidender Unterschied zu Freddy Krueger und Jason Voorhees (den Protagonisten anderer berühmter Horrorserien, die durch die Inspiration von Halloween entstanden sind), die ihre Unsterblichkeit erst nach dem Tod erlangten. Er wird als das „personifizierte Böse“ dargestellt, das man nicht töten kann. Im siebten Film wird dies besonders deutlich, als seine Schwester Laurie Strode es nicht bei dem ersten – scheinbar erfolgreichen – Versuch, Myers umzubringen, belässt: Sie will sichergehen, dass er tot ist, und enthauptet ihn am Ende des Films mit einer Axt. In der Fortsetzung befindet sich Strode auf eigenen Wunsch in einer Nervenheilanstalt. Die Geschichte wurde so zurechtgedreht, dass es nicht Myers war, der geköpft wurde. Myers konnte entkommen, indem er einen Sanitäter als sich selbst verkleidete und ihm den Kehlkopf zerdrückte, wodurch es dem Sanitäter unmöglich wurde zu sprechen. Doch Laurie Strode ist sich sicher, dass es ihrem Bruder irgendwie gelang, zu fliehen und er es nach wie vor auf sie abgesehen hat. Sie behält recht: Er taucht zu Halloween erneut auf und diesmal stellt sie sich ihm, um ihn endgültig zu töten.
Im folgenden Abschnitt werden sämtliche Tode Myers’ in der gesamten Halloween-Reihe aufgelistet:
- Im ersten Film wird Myers von Laurie Strode (ein Kindermädchen, auf das es der „Schatten“ abgesehen hat) mit einer Stricknadel in den Hals, mit einem Kleiderbügel in sein Auge und mit einem Küchenmesser in die Brust attackiert. Nachdem er erneut aufsteht, schießt ihm Dr. Loomis sechs Kugeln in die Brust, und er stürzt vom Balkon im ersten Stock in den Vorgarten. Als Loomis nachsieht, ob er auch wirklich tot ist, ist Myers’ vermeintliche Leiche verschwunden.
- Laurie Strode, die sich während des Films als leibliche Schwester von Myers herausstellt, ist nach den Attacken ihres Bruders in das örtliche Krankenhaus eingeliefert worden. Doch Myers ist nicht tot und schafft es, sie aufzuspüren. Es gelingt ihr, dem Massenmörder mit der Waffe von Dr. Loomis – dem Psychiater von Myers – in beide Augen zu schießen. Schließlich gelingt es Loomis, durch eine Gasexplosion im Haddonfield Memorial Hospital sich und Myers dem vermeintlichen Flammentod auszusetzen.
- Myers hat die Explosion im zweiten Film überlebt und soll in ein anderes Krankenhaus transportiert werden. Während des Krankentransports kann er jedoch fliehen und macht sich auf die Suche nach seiner Nichte Jamie Lloyd, die nach dem Unfalltod von Laurie Strode seine letzte lebende Blutsverwandte darstellt. Rachel Carruthers, Jamies Stiefschwester, verletzt Myers, als sie ihn beim abrupten Anhalten von dem Auto, auf dem er sich festhielt, herunterschleudern kann. Myers steht auf, und Rachel fährt auf ihn zu, um ihn zu rammen. Er liegt bewegungslos da, wacht allerdings erneut auf und wird von der State Police erschossen. Er fällt rückwärts in eine Grube.
- Michael Myers ist nach seinem Sturz und den Schüssen nicht gestorben und kann sich im fünften Film mit der Flucht durch einen Fluss retten. Er bleibt ein Jahr bewusstlos, doch zu Halloween gelangt er wieder zu neuer Kraft und macht sich erneut auf die Suche nach seiner Nichte. Gegen Ende des Films wird Myers in einem Netz gefangen und von Dr. Loomis mit Betäubungsmunition beschossen (was sich als wirkungslos erweist) sowie mit mehreren Schlägen mit einem dicken Holzbrett traktiert. Der „Schwarze Mann“, eine weitere mit Myers kooperierende Figur der Filmreihe, befreit Michael Myers aus dem Gefängnis, in das er gebracht wurde. Auch Jamie verschwindet spurlos.
- Der sechste Teil zeichnet sich durch seine verschiedenen Schnittfassungen aus. In der normalen Kinofassung, die in Deutschland auch auf DVD erschienen ist, wird Michael Myers von Tommy Doyle ebenfalls mit zahlreichen Schlägen auf den Kopf traktiert, bis der Massenmörder scheinbar geschlagen ist. Dr. Loomis kehrt zum Tatort zurück und wird von Myers getötet. Man hört lediglich noch die verzweifelten Schreie des Psychiaters aus dem Off. In anderen Schnittfassungen, wie der bei Fans beliebteren „Producer’s Cut“, wird gezeigt, was die Kinofassung nur angedeutet hatte: Loomis kehrt zurück und erblickt den auf dem Boden liegenden Myers. Er geht zu ihm und nimmt ihm die Maske ab, doch unter der Maske befindet sich nicht Myers. Der Massenmörder entkommt in einer der letzten Szenen des Films in der Verkleidung des „Schwarzen Mannes“.
- Laurie Strode hat ihren tödlichen Verkehrsunfall nur vorgetäuscht und lebt unter falschem Namen in Kalifornien. Myers macht sich auf die Suche nach ihr und findet sie letztendlich – trotz ihrer neuen Identität. Gegen Ende des siebten Films wird Michael Myers scheinbar von Laurie Strode getötet, doch sie ahnt, dass er noch nicht tot sein kann. Sie fährt mit dem Leichenwagen, in dem er liegt, davon, um ihn endgültig zu töten und sich Gewissheit zu verschaffen. Als er im Wagen aufwacht, manövriert sie den Wagen einen Abhang hinunter. Beide überleben diesen Unfall. Eingequetscht zwischen einem Baum und dem Auto, fleht er Laurie Strode gestikulierend an, ihn zu retten. Doch sie weiß, dass er sterben muss, und enthauptet ihn mit einer Axt.
- Myers hat es geschafft zu entkommen, indem er einem Sanitäter seine Sachen anzog und ihm den Kehlkopf zerdrückte, damit er nicht mehr sprechen kann. Strode ist inzwischen in einer Nervenheilanstalt. Sie weiß, dass ihr Bruder immer noch nicht tot ist. Myers schafft es, zu ihr zu gelangen. Strode jedoch erwartet ihn. Beim Versuch, ihm endgültig den Garaus zu machen, scheitert sie. Gegen Ende des Films wird ihm ein Kabel einer Digitalkamera um den Hals gelegt, dann wird er von dem Protagonisten Freddy durch einen Tritt durch ein Fenster seines Familienhauses befördert und hängt mit dem Kabel um seinen Hals an der Außenwand. Als Freddy und seine Freundin Sarah aus dem Fenster gucken, ist Myers weg; er hat das Kabel durchgeschnitten und ist bereits wieder im Haus. Später verheddert er sich in einem Netz aus Stromkabeln, während die Garage, in der er sich befindet, abbrennt. Myers wird am Ende des Films erneut für tot erklärt, doch in der Pathologie öffnet er die Augen.
- In der Neuverfilmung wird die Vorgeschichte von Myers näher beleuchtet. Er tötet bis auf seine Mutter (die sich später selbst umbringt) und seine kleine Schwester die gesamte Familie und den Freund seiner anderen Schwester. Er kommt in ein Sanatorium. Dort hört er auf zu sprechen und widmet sich ganz der Herstellung von Masken, die sein – wie er findet – hässliches Gesicht verdecken. Der Psychiater Dr. Loomis nimmt sich seiner an und versucht ihn – allerdings erfolglos – zu therapieren. Gut 15 Jahre später, als er in eine neue Nervenheilanstalt überführt werden soll, gelingt ihm die Flucht. Er sucht in seiner Heimatstadt Haddonfield seine kleine Schwester, die er letztendlich aufspüren kann. Er tötet die Freundinnen sowie die Stiefeltern seiner kleinen Schwester. Er kidnappt sie und verschleppt sie in einen Keller. Dort nimmt er die Maske ab (wohl in der Erwartung, dass sie ihn erkennt). Sie versucht ihn zu töten, was ihr misslingt. Sie flieht und fällt in einen leeren Swimmingpool. Dr. Loomis eilt ihr zu Hilfe und versucht ihn zu erschießen. Myers fällt scheinbar tot um, und die beiden verlassen den Ort des Geschehens. Später, als die beiden in einem Auto sitzen, kommt Myers wieder und zerrt sie aus dem Wagen. Der Psychiater greift ein und erreicht, dass Myers seine kleine Schwester loslässt. Michael verwundet den Psychiater schwer. Am Ende verpasst Laurie Michael anscheinend einen Schuss in den Kopf.
- Im zweiten Teil der Neuverfilmung wird Michael Myers in der letzten Szene beim Versuch, seine Schwester zu töten, von Einsatzkräften der Polizei beschossen. Er wird von mehreren Kugeln getroffen. In der Schlusssequenz liegt Michael regungslos am Boden.
- Im Film aus dem Jahr 2018, der alle Teile bis auf den ersten aus dem Jahr 1978 ignoriert, gelingt es Laurie Strode sowie ihrer und deren Tochter, Michael Myers im Keller des Hauses von Strode eine Falle zu stellen. Michael wird dort in einer Art Verlies eingeschlossen und daraufhin möglicherweise lebendig verbrannt. Sein Tod ist nicht im Bild zu sehen.
- In der direkten Fortsetzung aus dem Jahr 2021 wird Michael Myers von Feuerwehrleuten – unbeabsichtigt – aus dem Kellerverlies von Laurie Strodes brennendem Haus befreit. Am Ende des Films wird er von einer Gruppe wütender Bewohner Haddonfields attackiert und von Karen, Lauries Tochter, mit einem klassischen Michael Myers-Küchenmesser erstochen. Er richtet sich jedoch wieder auf, tötet mit genau diesem Messer etliche Haddonfielder und ersticht schlussendlich auch Karen.
- In Halloween Ends aus dem Jahr 2022 wird Myers von Laurie Strode zunächst angeschossen und – nach einem Kampf –  anschließend mit Messern auf einem Tisch fixiert. Sodann schneidet Strode ihm den Hals und anschließend die Pulsadern durch. Anschließend wird der Leichnam im Rahmen einer Prozession durch Haddonfield geleitet und schließlich auf einem Schrottplatz in einen Industrieschredder geworfen, wo er vollständig zerstört wird.

## Darsteller
| Charakter                        | Halloween (1978)        | Halloween II                      | Halloween III | Halloween IV      | Halloween V      | Halloween VI     | Halloween H20     | Halloween: Resurrection | Halloween (2007)     | Halloween II (2009)  | Halloween (2018)                 | Halloween Kills                     | Halloween Ends                   | Deutsche Synchronsprecher                                                                                       |
| -------------------------------- | ----------------------- | --------------------------------- | ------------- | ----------------- | ---------------- | ---------------- | ----------------- | ----------------------- | -------------------- | -------------------- | -------------------------------- | ----------------------------------- | -------------------------------- | --- |
| Michael Myers                    | Nick Castle, Tony Moran | Dick Warlock                      |               | George P. Wilbur  | Don Shanks       | George P. Wilbur | Chris Durand      | Brad Loree              | Tyler Mane           | Tyler Mane           | Nick Castle, James Jude Courtney | Nick Castle, James Jude Courtney    | Nick Castle, James Jude Courtney | stumm |
| Dr. Sam Loomis                   | Donald Pleasence        | Donald Pleasence                  |               | Donald Pleasence  | Donald Pleasence | Donald Pleasence | Tom Kane (Stimme) |                         | Malcolm McDowell     | Malcolm McDowell     | Colin Mahan (Stimme)             | Colin Mahan (Stimme), Tom Jones Jr. |                                  | Holger Hagen 1, 2 Jochen Striebeck 3, 4 Hans Teuscher 5 Norbert Gastell 6 Wolfgang Condrus 7, 8 Kaspar Eichel 9 |
| Laurie Strode                    | Jamie Lee Curtis        | Jamie Lee Curtis, Nichole Drucker |               |                   |                  |                  | Jamie Lee Curtis  | Jamie Lee Curtis        | Scout Taylor-Compton | Scout Taylor-Compton | Jamie Lee Curtis                 | Jamie Lee Curtis                    | Jamie Lee Curtis                 | Constanze Engelbrecht 1 Susanna Bonasewicz 2 Dagmar Heller 6 Magdalena Turba 7 Nicole Hannak 8 Karin Buchholz 9 |
| Annie Brackett                   | Nancy Kyes              | Nancy Kyes                        |               |                   |                  |                  |                   |                         | Danielle Harris      | Danielle Harris      |                                  |                                     |                                  | Uschi Wolff 1 Esra Vural 7, 8                                                                                   |
| Sheriff Leigh Brackett           | Charles Cyphers         | Charles Cyphers                   |               |                   |                  |                  |                   |                         | Brad Dourif          | Brad Dourif          |                                  | Charles Cyphers                     |                                  | Gernot Duda 1 Hans-Werner Bussinger 2 Stefan Gossler 7 Gerald Paradies 8 Frank Ciazynski 9                      |
| Marion Chambers                  | Nancy Stephens          | Nancy Stephens                    |               |                   |                  |                  | Nancy Stephens    |                         |                      |                      |                                  | Nancy Stephens                      |                                  | Heidi Treutler 1 Barbara Adolph 2 Katharina Lopinski 6, 9                                                       |
| Jamie Lloyd                      |                         |                                   |               | Danielle Harris   | Danielle Harris  | J. C. Brandy     |                   |                         |                      |                      |                                  |                                     |                                  | Sabine Bohlmann 4                                                                                               |
| Rachel Carruthers                |                         |                                   |               | Ellie Cornell     | Ellie Cornell    |                  |                   |                         |                      |                      |                                  |                                     |                                  | Katrin Fröhlich                                                                                                 |
| Sheriff Ben Meeker               |                         |                                   |               | Beau Starr        | Beau Starr       |                  |                   |                         |                      |                      |                                  |                                     |                                  | Klaus Kindler                                                                                                   |
| Tommy Doyle                      | Brian Andrews           | Brian Andrews                     |               | Danny Ray         |                  | Paul Rudd        |                   |                         | Skyler Gisondo       |                      |                                  | Anthony Michael Hall                |                                  | Christa Häussler 1 Markus Hoffmann 5 Lennart Flechtner 7 Oliver Stritzel 9                                      |
| Lindsey Wallace                  | Kyle Richards           | Kyle Richards                     |               | Leslie L. Rohland |                  |                  |                   |                         | Jenny Gregg Stuart   |                      |                                  | Kyle Richards                       | Kyle Richards                    | Jamie Lee Blank 7 Victoria Sturm 9                                                                              |
| Deborah Myers, Michaels Mutter   | Nicht genannt           |                                   |               |                   |                  |                  |                   |                         | Sheri Moon Zombie    | Sheri Moon Zombie    |                                  |                                     |                                  | Gundi Eberhard 7, 8                                                                                             |
| Judith Myers, Michaels Schwester | Sandy Johnson           |                                   |               |                   |                  |                  |                   |                         | Hanna R. Hall        |                      |                                  |                                     |                                  | Kristin Fiedler 1 Anita Hopt 7                                                                                  |

## Rezeption

### Einspielergebnisse
In der Liste der weltweit erfolgreichsten Horrorfilmreihen befindet sich Halloween auf dem 9. Platz. Halloween (2018) steht in der Liste der erfolgreichsten Horrorfilme auf dem 29. Platz.
| Film                                       | Einspielergebnisse in US-Dollar | Einspielergebnisse in US-Dollar | Einspielergebnisse in US-Dollar | Budget       | Quellen |
| Film                                       | Nordamerika                     | Deutschland                     | Weltweit                        | Budget       | Quellen |
| ------------------------------------------ | ------------------------------- | ------------------------------- | ------------------------------- | ------------ | ------- |
| Halloween – Die Nacht des Grauens          | 47.160.000                      |                                 | 70.274.000                      | 0,325 Mio.   | [ 4 ]   |
| Halloween II – Das Grauen kehrt zurück     | 25.533.818                      |                                 |                                 | 2,5 Mio.     | [ 5 ]   |
| Halloween III                              | 14.400.000                      |                                 |                                 | 4,6 Mio.     | [ 6 ]   |
| Halloween IV – Michael Myers kehrt zurück  | 17.768.757                      |                                 |                                 | 5 Mio.       | [ 7 ]   |
| Halloween V – Die Rache des Michael Myers  | 11.642.254                      |                                 |                                 | 5 Mio.       | [ 8 ]   |
| Halloween VI – Der Fluch des Michael Myers | 15.116.634                      |                                 |                                 | 5 Mio.       | [ 9 ]   |
| Halloween H20                              | 55.041.738                      |                                 |                                 | 17 Mio.      | [ 10 ]  |
| Halloween: Resurrection                    | 30.354.442                      | 505.115                         | 37.664.855                      | 13 Mio.      | [ 11 ]  |
| Halloween                                  | 58.272.029                      | 2.145.509                       | 80.460.948                      | 15 Mio.      | [ 12 ]  |
| Halloween II                               | 33.392.973                      |                                 | 39.421.467                      | 15 Mio.      | [ 13 ]  |
| Halloween                                  | 159.342.015                     | 10.892.309                      | 259.939.835                     | 10 Mio.      | [ 14 ]  |
| Halloween Kills                            | 92.002.155                      | 4.091.321                       | 133.423.964                     | 20 Mio.      | [ 15 ]  |
| Halloween Ends                             | 64.079.860                      | 4.567.738                       | 104.362.752                     | 33 Mio.      | [ 16 ]  |
| Gesamt (Stand: 5. November 2023):          | 624.106.675                     | 22.201.992+                     | 865.051.022+                    | 145,425 Mio. | [ 17 ]  |

### Kritiken
Stand: 5. November 2023
| Film                                       | Rotten Tomatoes     | Metacritic       | IMDb                      |
| ------------------------------------------ | ------------------- | ---------------- | ------------------------- |
| Halloween – Die Nacht des Grauens          | 96 % (85 Kritiken)0 | 87 (21 Kritiken) | 7,7 (300.069 Bewertungen) |
| Halloween II – Das Grauen kehrt zurück     | 33 % (48 Kritiken)0 | 40 (11 Kritiken) | 6,5 (99.604 Bewertungen)0 |
| Halloween III                              | 50 % (36 Kritiken)0 | 50 (11 Kritiken) | 5,1 (59.727 Bewertungen)0 |
| Halloween IV – Michael Myers kehrt zurück  | 39 % (31 Kritiken)0 | 34 (10 Kritiken) | 5,8 (57.571 Bewertungen)0 |
| Halloween V – Die Rache des Michael Myers  | 11 % (27 Kritiken)0 | 28 (10 Kritiken) | 4,9 (46.141 Bewertungen)0 |
| Halloween VI – Der Fluch des Michael Myers | 08 % (36 Kritiken)0 | 10 (13 Kritiken) | 4,7 (41.106 Bewertungen)0 |
| Halloween H20                              | 54 % (67 Kritiken)0 | 52 (20 Kritiken) | 5,8 (80.690 Bewertungen)0 |
| Halloween: Resurrection                    | 10 % (70 Kritiken)0 | 19 (17 Kritiken) | 3,9 (48.298 Bewertungen)0 |
| Halloween                                  | 28 % (122 Kritiken) | 47 (18 Kritiken) | 6,0 (128.917 Bewertungen) |
| Halloween II                               | 25 % (85 Kritiken)0 | 35 (17 Kritiken) | 4,8 (58.813 Bewertungen)0 |
| Halloween                                  | 79 % (389 Kritiken) | 67 (51 Kritiken) | 6,5 (165.777 Bewertungen) |
| Halloween Kills                            | 39 % (278 Kritiken) | 42 (45 Kritiken) | 5,5 (95.604 Bewertungen)0 |
| Halloween Ends                             | 40 % (263 Kritiken) | 47 (46 Kritiken) | 5,0 (68.134 Bewertungen)0 |

## Besonderheiten
Das Halloween-„Main-Title“-Musikstück ist eine Kreation von John Carpenter.

## Bücher
Im Oktober 2013 erschien mit dem Buch Halloween: The Complete Authorized History die komplette Geschichte über das Franchise.